# Мјестечко Трнавка
Мјестечко Трнавка (чеш. Městečko Trnávka) је насељено мјесто са административним статусом сеоске општине (чеш. obec) у округу Свитави, у Пардубичком крају, Чешка Република.

## Становништво
Према подацима о броју становника из 2014. године насеље је имало 1.427 становника.